# Le Salopard
Pour plus de détails, voir Fiche technique et Distribution.
Le Salopard (Senza ragione) est un film britannico-italien, sorti en 1973.

## Fiche technique
- Titre original : Senza ragione
- Titre français : Le Salopard
- Réalisation : Silvio Narizzano
- Scénario : Win Wells et Rafael Sánchez Campoy
- Montage : Thom Noble
- Musique : Maurizio Catalano
- Pays d'origine : Italie - Royaume-Uni
- Format : Couleurs - 1,85:1 - Mono
- Genre : thriller
- Date de sortie : 1973

## Distribution
- Franco Nero : Mosquito
- Telly Savalas : Memphis
- Mark Lester : Lennox Duncan
- Ely Galleani : Maria
- Duilio Del Prete : Capitaine Lenzi
- Maria Michi : Princesse
- Tommy Duggan : Anthony Duncan
- Lara Wendel : l'allemande